# 圣芒代
圣芒代（法語：Saint-Mandé，法語發音：[sɛ̃ mɑ̃de] ⓘ），又译作圣芒德，是法国法兰西岛大区马恩河谷省的一个市镇，属于马恩河畔诺让区。

## 地理
圣芒代（48°50'29"N, 2°25'4"E）面积0.92 平方千米，位于法国法蘭西島大區马恩河谷省，邻近巴黎十二区。
与圣芒代接壤的市镇（或旧市镇、城区）包括：巴黎、蒙特勒伊、万塞讷。
圣芒代的时区为UTC+01:00、UTC+02:00（夏令时）。

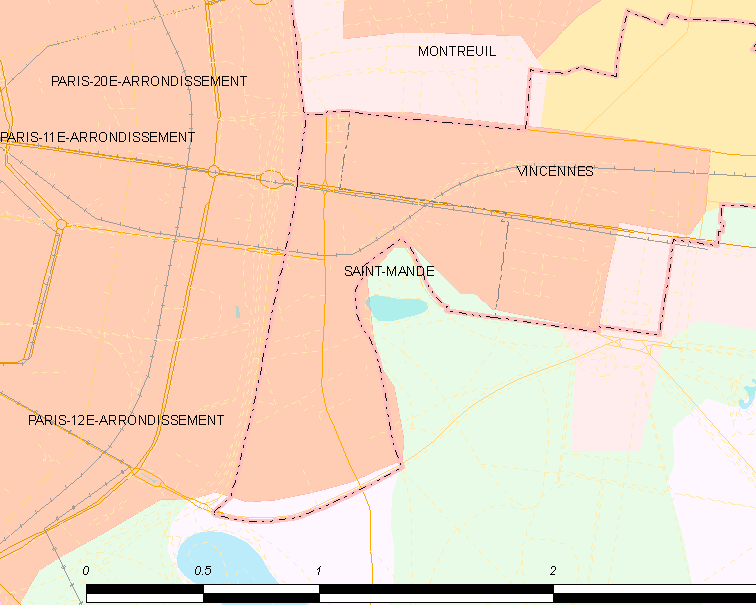
圣芒代的OSM定位图

## 行政
圣芒代的邮政编码为94160，INSEE市镇编码为94067。

## 政治
圣芒代所属的省级选区为万塞讷县。

## 人口

1962-2008年间圣芒代人口变化图示

圣芒代于2022年1月1日时的人口数量为21223人。

## 姊妹城市
- 英国 沃爾瑟姆森林區
- 德国 埃施韦格
- 美国 康科特
- 西班牙 特雷斯坎托斯
- 爱尔兰 德羅赫達
- 大韓民國 楊口郡